# Nelson-Lakes-Nationalpark

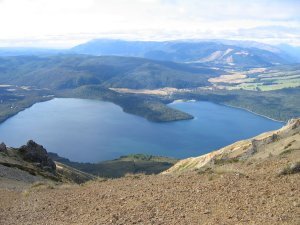
Nelson Lakes

Der Nelson-Lakes-Nationalpark (englisch Nelson Lakes National Park) umfasst ein 1020 km² großes, weitestgehend unberührtes Gebiet im nördlichsten Teil der Neuseeländischen Alpen (Southern Alps) und liegt etwa 120 km südwestlich von Nelson. Der Nationalpark wurde 1956 gegründet (mehrere Erweiterungen in späteren Jahren) und umgibt die beiden größeren Seen Lake Rotoiti und Lake Rotoroa. Zentrum des Parks ist das Bergdorf Saint Arnaud, am nördlichen Ufer des Lake Rotoiti gelegen.
Die Landschaft des Nationalparks ist stark von der letzten Eiszeit geprägt worden. Die frühere Vergletscherung lässt sich an den Bergketten noch deutlich ablesen; sie formte auch die Seen des Parks. Die Gipfel der Südalpen erreichen im Nelson-Lakes-Nationalpark deutlich über 2000 m. Entsprechend den großen Höhenunterschieden existiert eine große Vielfalt an Lokalklimaten und Lebensräumen. So findet man neben den charakteristischen Seen sanfte Täler mit Buchenwäldern ebenso wie schroffe schneebedeckte Berggipfel. Auf den Bergwiesen oberhalb der Baumgrenze blüht im Südsommer eine große Vielfalt alpiner Pflanzenarten.
Die Wälder in den tieferen Lagen des Nationalparks sind Lebensraum für eine große Vielfalt an Vögeln – unter ihnen der Grünstummelschwanz, auch Rifleman oder Titipounamu genannt, Neuseelands kleinster Vogelart, sowie Falken und Eulen. Die Gewässer von Nelson Lakes sind zudem ein idealer Lebensraum für zahlreiche Wasservögel. Da die ursprüngliche neuseeländische Fauna keine Säugetiere aufweist, stellen alle im Park vorkommenden Mäuse, Hirsche, Hunde, Schweine etc. eingeführte Arten dar.
Wie überall in den Neuseeländischen Alpen nimmt die jährliche Niederschlagsmenge von West nach Ost deutlich ab. Generell ist das Klima gemäßigt, bei niedrigeren Temperaturen in den höheren Lagen. Allerdings kommen instabile Wetterlagen mit abrupten Wetterumschwüngen vor.
Der Nelson-Lakes-Nationalpark ist ein beliebtes Ziel für Urlauber und Ausflügler. Neben einem ausgedehnten Wanderwegenetz, von dem aus sich die Natur der Gegend erleben lässt, bietet er Besuchern auch Möglichkeiten zum Bergsteigen, Angeln, Wassersport treiben und Ski fahren.